# 沙博博物馆
沙博博物馆（荷蘭語：Chabot Museum）是一座位于荷兰南荷兰省鹿特丹的纪念艺术家和雕塑家亨德里克·沙博的博物馆。该博物馆位于博物馆公园旁边。

## 建筑
该馆坐落在新即物主义风格的建筑克拉艾费尔德（Kraaijeveld）别墅内。该建筑原为C. H. Kraaijeveld托建的别墅，由建筑师G.W. Baas和L. Stokla设计，于1938年建成。2000年，该建筑被定为荷兰国家古迹。

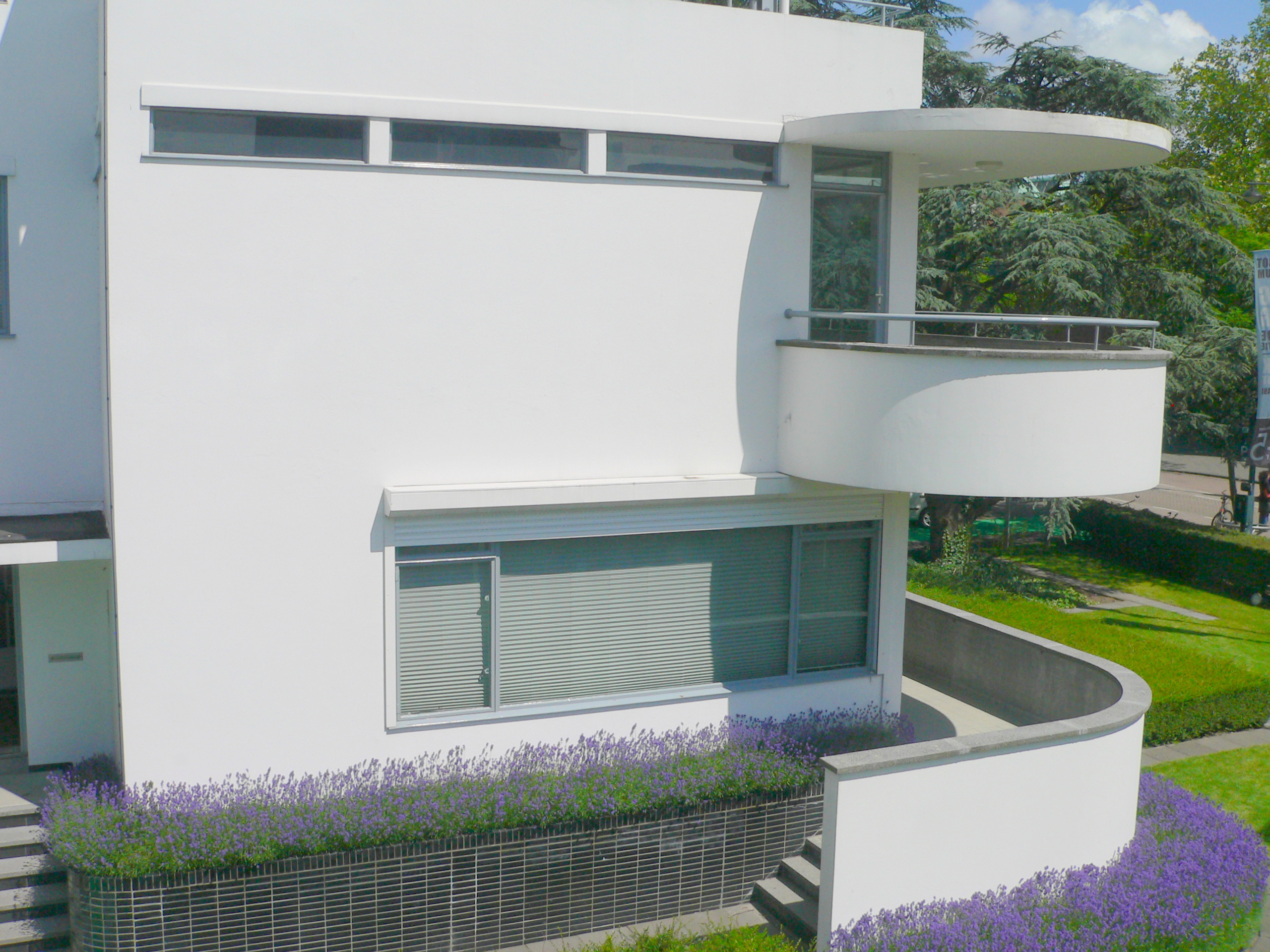
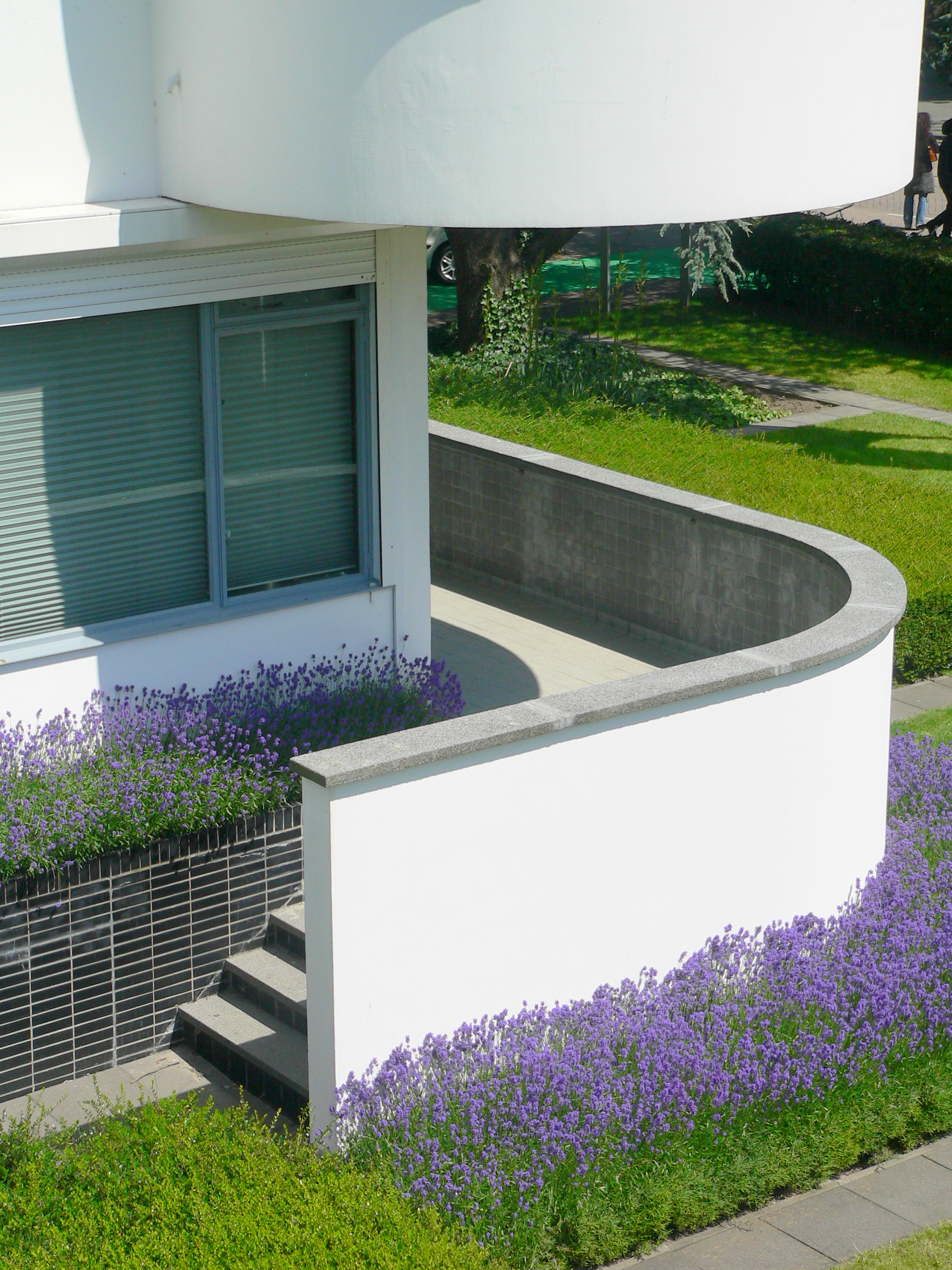
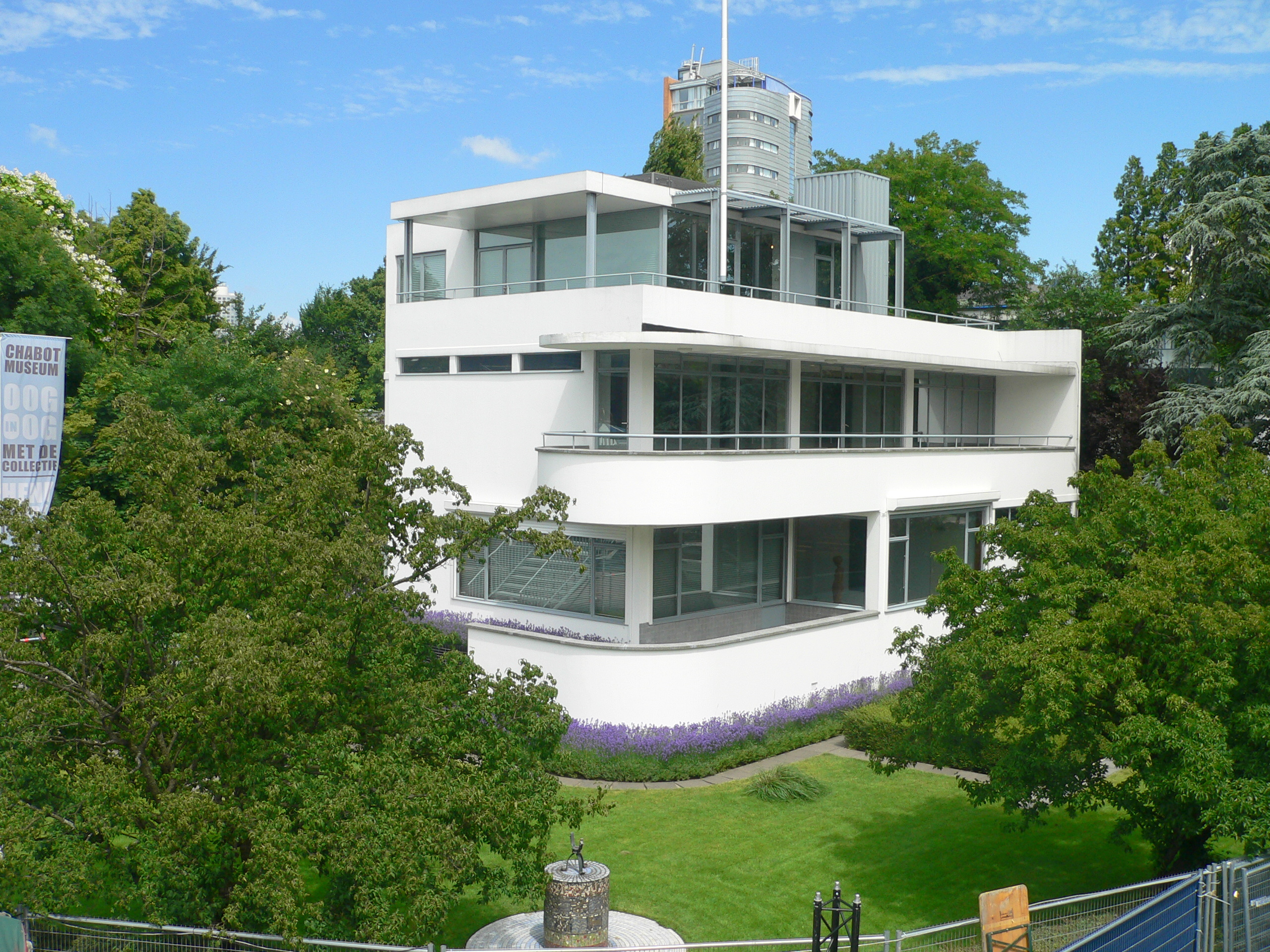

## 藏品
该馆收藏有1920年代及第二次世界大战前后的艺术藏品。